# Kdeadmin
kdeadminは、Linuxデスクトップ環境であるKDEに用いられている管理ツールのパッケージである。

## ソフトウェアの一覧
- kcmlinuz - KControlからLinuxカーネルを設定するために用いられるフロントエンド
- KCron - Crontab（タスクスケジューラ）エディタ
- KDat - Tarベースのテープアーカイバ
- KNetworkConf - TCP/IPの設定を行うためのKDE コントロールセンターのモジュール
- KPackage - パッケージ管理システム
- KSystemLog - ログビューア
- KSysV - UNIX System V形式のinitファイル編集ソフトウェア
- KUser - ユーザアカウント管理フロントエンド
- lilo-config - KControlからLILOを設定するために用いられるフロントエンド